# Фарес, Юсеф
Юсеф Фарес (швед. Josef Fares, араб. جوزيف فارس‎; род. 19 сентября 1977, Бейрут, Ливан) — ливано-шведский режиссёр, геймдизайнер и основатель компании Hazelight Studios.

## Биография
Юсеф Фарес родился в Бейруте в 1977 году. У него ассирийские корни. Когда ему было 10 лет, он вместе с семьёй переехал в шведский город Эребру, спасаясь от гражданской войны в Ливане. В 1998 году он поступил на режиссёрский факультет Стокгольмского Драматического института.
В 2006 году издание Variety назвало Юсефа одним из десяти режиссёров, чьи фильмы необходимо посмотреть. В том же году он получил кинопремию Северного Совета за фильм «Зозо», основанный на его сценарии и посвящённый мальчику, пережившему ужасы гражданской войны.
Интерес к видеоиграм у Фареса появился ещё в детстве. Впервые он познакомился с ними в Бейруте, играя в Pong на приставке Atari 2600. Однако настоящая любовь к этому виду развлечений зародилась уже в Швеции, когда в 1988 году он открыл для себя игру Super Mario Bros. для Nintendo Entertainment System. В 2009 году, работая со студентами над демо-версией игры, он понял, что хочет создать собственный проект. Так появилась концепция Brothers: A Tale of Two Sons — истории о двух братьях, отправившихся в опасное путешествие, чтобы спасти своего больного отца. Эта игра стала его дебютом в игровой индустрии. Вышедшая в 2013 году, она получила высокие оценки критиков за уникальный геймплей и эмоциональную глубину. После успеха Brothers Фарес основал в Стокгольме компанию Hazelight Studios, сосредоточившись на создании кооперативных игр. Вскоре он заключил соглашение с Electronic Arts о выпуске следующего проекта — A Way Out. Игра, вышедшая 23 марта 2018 года, была тепло встречена игровой прессой за инновационный подход к кооперативному геймплею и сильный сюжет, а также стала обладателем премии BAFTA в области видеоигр в номинации «Лучший мультиплеер».
В 2021 году Фарес выпустил свою третью игру — It Takes Two. Этот проект рассказывает историю супружеской пары, Коди и Мэй, находящихся на грани развода, но волшебным образом превращающихся в кукол, вынужденных работать вместе, чтобы вернуться в свои тела. Игра получила восторженные отзывы критиков, которые отметили её разнообразный геймплей и эмоциональную составляющую. В том же году It Takes Two завоевала премию Golden Joystick Awards в номинации «Лучший мультиплеер», а также завоевала три статуэтки The Game Awards — включая награду «Игра года».
В 2025 году Фарес представил игру Split Fiction — новый кооперативный проект, сочетающий элементы научной фантастики и фэнтези. Игрокам предстоит исследовать постоянно меняющиеся миры, решая головоломки и преодолевая препятствия вместе. Игра была высоко оценена за разнообразие игровых механик и дизайн уровней, регулярно предлагающих игрокам новые элементы, такие как необычные головоломки и визуально привлекательные локации. Кроме того, критики положительно отметили взаимоотношения между главными героинями и назвали Split Fiction «эталоном кооперативных приключений».

### Личная жизнь
У Фареса две дочери — Мио и Зои. Его отец Ян Фарес и брат Фарес Фарес — актёры, снимавшиеся во многих его фильмах.

## Личность и влияние на индустрию
7 декабря 2017 года Юсеф выступил на церемонии The Game Awards 2017 с эмоциональной речью, в которой он упомянул кинопремию «Оскар», ситуацию с монетизацией в Star Wars Battlefront II и свою игру A Way Out. Его выступление понравилось многим зрителям и привело к созданию нового интернет-мема, а статья о нём в английской Википедии подверглась вандализму от пользователей, которые сравнивали его с Томми Вайсо, режиссёром культового фильма «Комната».
После победы It Takes Two на церемонии The Game Awards Юсеф Фарес дал интервью газете The Washington Post, в котором выразил своё мнение по нескольким вопросам игровой индустрии. Он заявил, что «лучше получит пулю в колено», чем допустит появление NFT в своих будущих проектах. По его словам, изменение дизайна игры с целью заставить игроков платить — это неправильно, так как он считает, что «игра — это искусство».
Фарес также прокомментировал тему сексуальных домогательств в игровой индустрии, которая была затронута на церемонии The Game Awards в контексте скандала вокруг Activision Blizzard и её генерального директора Бобби Котика. Он сказал: «Иногда приходится преодолевать всякое дерьмо, чтобы продвинуться дальше. Именно это сейчас и происходит», а также отметил, что профсоюзы оказывают помощь, «но это лишь одна из составляющих. Я не думаю, что они решают все проблемы. Образование и знания — вот что важнее всего».

## Проекты
| Год  |     | Русское название    | Оригинальное название        | Примечание                           |
| ---- | --- | ------------------- | ---------------------------- | ------------------------------------ |
| 1996 | кор |                     | Gangstaz n Cash              | режиссёр, сценарист                  |
| 2000 | ф   | Давай! Давай!       | Jalla! Jalla!                | режиссёр, сценарист                  |
| 2003 | ф   | Копы                | Kopps                        | режиссёр, сценарист                  |
| 2003 | кор |                     | Kom Då!                      | режиссёр, сценарист                  |
| 2004 | ф   | Вавилонская болезнь | Babylonsjukan                | актёр                                |
| 2005 | ф   | Зозо                | Zozo                         | режиссёр, сценарист                  |
| 2007 | ф   | Лео                 | Leo                          | режиссёр, сценарист, монтажёр, актёр |
| 2010 | ф   | Папаша              | Balls                        | режиссёр, сценарист                  |
| 2013 | ки  |                     | Brothers: A Tale of Two Sons | креативный директор                  |
| 2018 | ки  |                     | A Way Out                    | креативный директор, сценарист       |
| 2021 | ки  |                     | It Takes Two                 | креативный директор, сценарист       |
| 2025 | ки  |                     | Split Fiction                | креативный директор, сценарист       |